# Мурад-хан
Шералі (Шер-Алі)-хан (узб. Murodxon; 1805 — 1844) — 14-й хан Кокандського ханства в 1844 році.

## Життєпис
Походив з династії Мінгів. Син Алім-хана, володаря Кокандського ханства. Народився 1805 року. У 1809 році втратив батька. Через малий вік не зміг претендувати на трон. Отримав титул бека.
В подальшому не брав участь у політичній боротьбі. Втім у 1844 році киргизи на чолі із Алаєм та за підтримки осілої знаті ханства повалили правителя Шералі-хана, поставивши на трон Мурада. 
Втім Мурад-хан панував лише 11 днів, оскільки Мусулман-Кулі, вождь кипчаків, союзник Шералі-хана, прибувши з Оша, завдав поразки киргизам, повалив Мурад-хана. Новим правителем Мусулман-Кулі зробив сина Шералі-хана — Худояр-хана.